# Fagerdala
Fagerdala is een plaats in de gemeente Värmdö in het landschap Uppland en de provincie Stockholms län in Zweden. De plaats heeft 176 inwoners (2005) en een oppervlakte van 113 hectare. De plaats ligt op het in de Oostzee gelegen eiland Värmdö en grenst zelf ook direct aan een baai van de Oostzee, het eiland waar de plaats op ligt is via bruggen met het vasteland verbonden. De directe omgeving van de plaats bestaat uit zowel landbouwgrond en bos als rotsen.